# Охримовка (Запорожская область)
Охри́мовка (укр. Охрімівка) — село,
Охримовский сельский совет,
Акимовский район,
Запорожская область,
Украина.
Код КОАТУУ — 2320382901. Население по переписи 2001 года составляло 2094 человека.
Является административным центром Охримовского сельского совета, в который, кроме того, входит село
Косых.

## Географическое положение

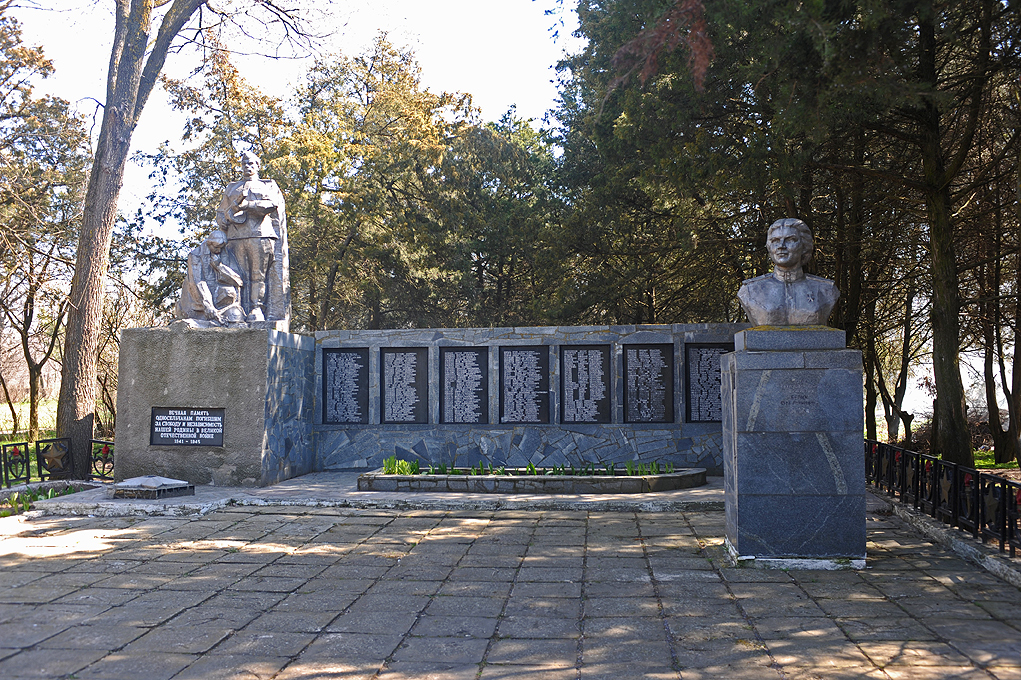
Памятник погибшим односельчанам.

Село Охримовка находится на правом берегу Молочного лимана,
выше по течению на расстоянии в 3 км расположено село Шелюги,
ниже по течению на расстоянии в 2 км расположено село Косых.
Рядом проходит автомобильная дорога Т-0820.

## Происхождение названия
Название села происходит от имени Охрім, украинской формы имени Ефрем, поэтому название села на русский язык иногда переводят как Ефремовка.

## История
- Село было основано в 1805 году выходцами из Тамбовской, Полтавской, Курской и Таврической губерний.[3]
- До революции село было центром Ефремовской волости Мелитопольского уезда. В 1886 году население Охримовки составляло 2179 человек, в селе находились православная церковь, 2 школы, 2 лавки, бондарня, 2 кожевенных завода, ежегодно проходили 2 ярмарки: 15 августа и на Масленицу. Вокруг села располагалось много рыбных заводов.[4]
- В революцию 1905—1907 годов Охримовские крестьяне, агитируемые членами Мелитопольской социал-демократической организации, отобрали церковные земли.
- От германской оккупации село было освобождено 27 октября 1943 года.[5]
- В годы застоя в Охримовке размещался колхоз «Знамя коммунизма», специализирующийся на овцеводстве. В 1975 году в колхозе был построен один из крупнейших на Украине овцеводческих комплексов на 15 тысяч голов овец, ежегодно производивший 140 тонн баранины и 60 тонн шерсти.[3]

## Объекты социальной сферы
- Школа. wiki.ciit.zp.ua. Дата обращения: 7 декабря 2020. Архивировано 25 февраля 2020 года.. Основанная около 1850 года, Охримовская школа считается самым старым учебным заведением Акимовского района. Нынешнее здание школы было построено колхозом «Знамя коммунизма» в 1968 году.
- Детский сад.
- Дом культуры.
- 2 клуба.
- Дом отдыха «Золотой берег».
- Поликлиника.

## Достопримечательности
- Братская могила советских воинов.

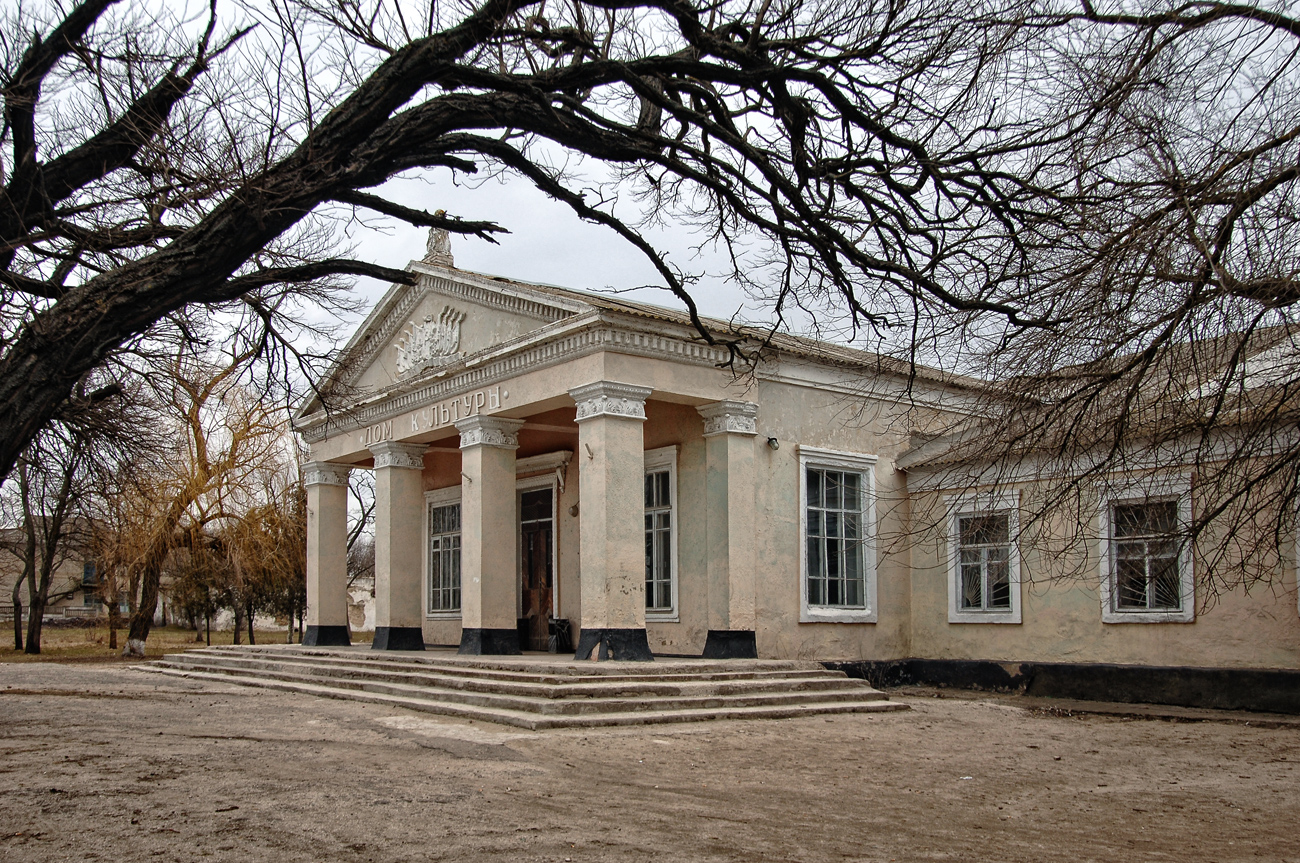
Клуб
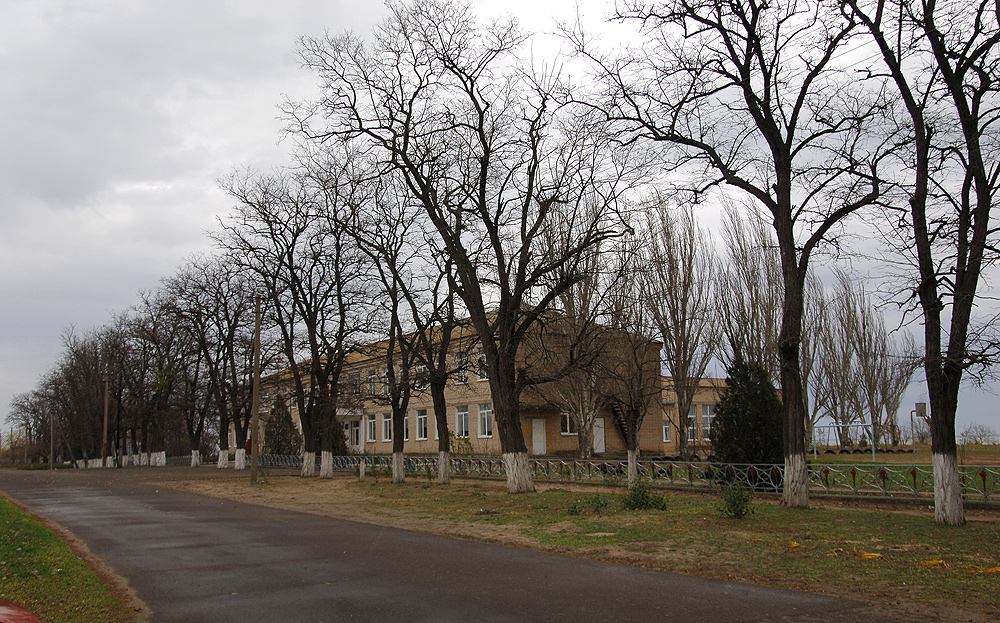
Школа
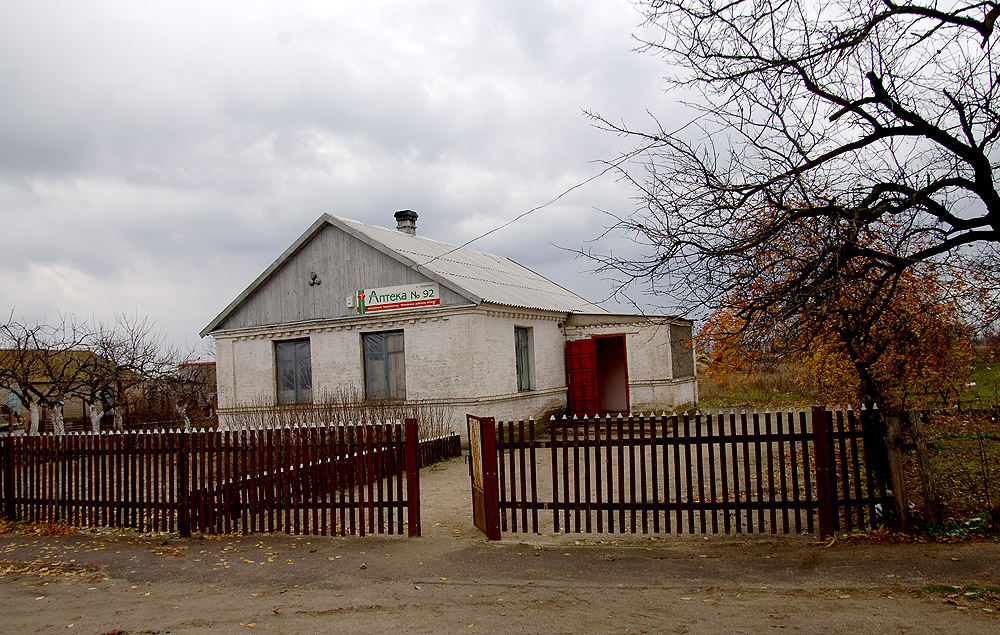
Аптека
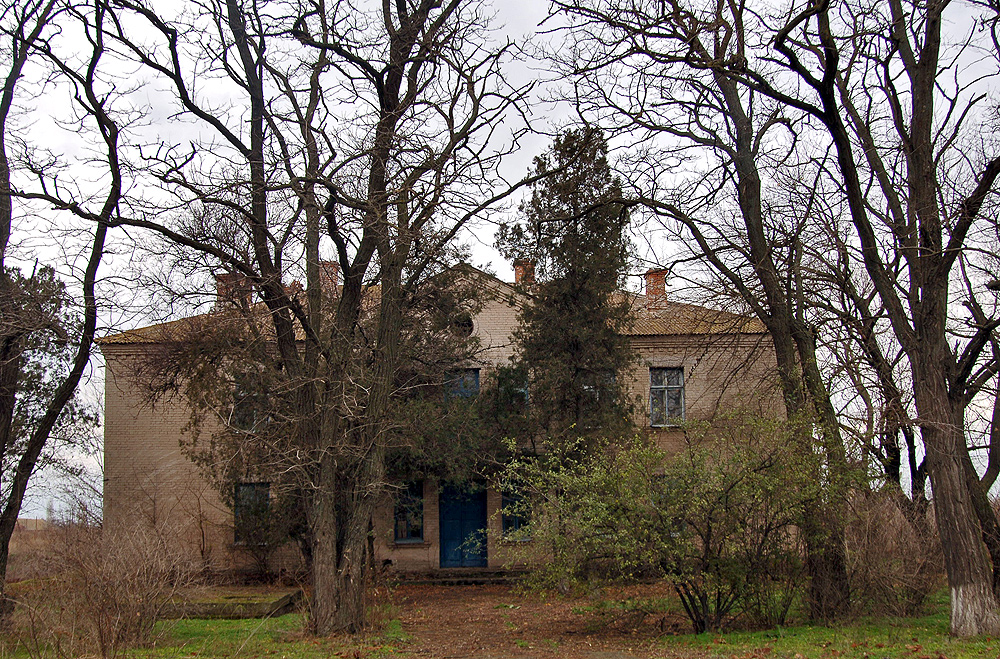
Больница
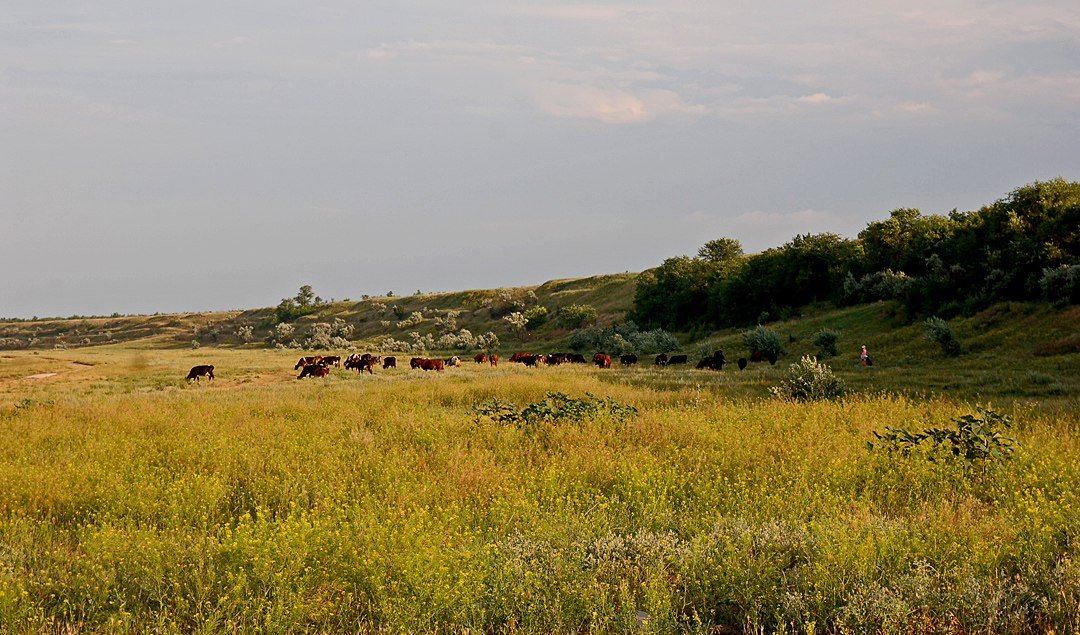
Выгон
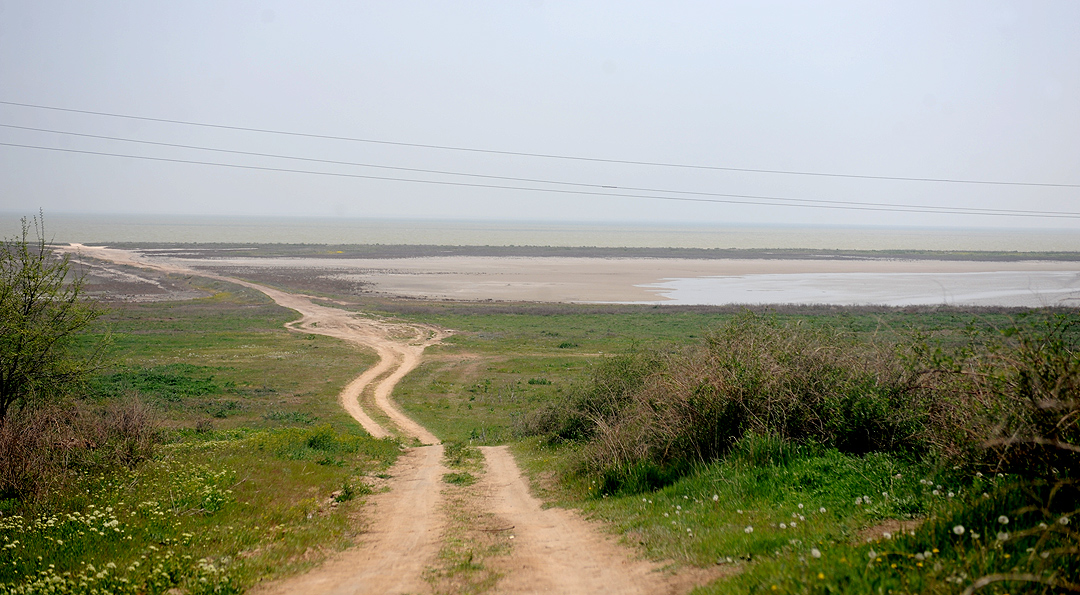
Дорога к лиману

## Известные люди
- Белик, Вера Лукьяновна (1921—1944) — штурман звена 46-го гвардейского ночного бомбардировочного авиационного полка, гвардии лейтенант Герой Советского Союза, родилась в селе Охримовка.
- Суботняя, И. Т. — Герой Социалистического Труда, удостоенная этого звания в 1948 году как звеньевая полеводческого звена одного из колхозов Первомайского района Николаевской области; в 1970-е годы жила в Охримовке